# 389 a.C.

## Eventos
- Lúcio Valério Publícola, pela segunda vez, Lúcio Vergínio Tricosto, Públio Cornélio, Aulo Mânlio Capitolino, Lúcio Emílio Mamercino, pela segunda vez, e Lúcio Postúmio Albino Regilense, tribunos consulares em Roma.
- Marco Fúrio Camilo é nomeado ditador pela terceira vez e escolhe Caio Servílio Estruto Aala como seu mestre da cavalaria.